# Mike Post

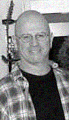
Mike Post

Mike Post, artiestennaam van Leland Michael Postil, (Berkeley (Californië), 29 september 1944) is een Amerikaans componist. Hij schreef de muziek en titelsongs voor vele, vaak succesvolle televisieseries. Hij ontving voor zijn werk onder meer een Grammy en een Emmy Award.
Mike Post werkte veel samen met componist Pete Carpenter. Zij waren verantwoordelijk voor de muziek van hitseries als The A-Team, Magnum, P.I. en The Rockford Files.
Naast deze series was Post ook verantwoordelijk voor de muziek van The Commish, NewsRadio, Blossom, Hill Street Blues, The Greatest American Hero, Tenspeed and Brown Shoe, Nurses, CHiPs, Hardcastle & McCormick, Baa Baa Black Sheep, Doogie Howser, M.D., Quantum Leap, Hooperman, Riptide, Remington Steele, Renegade, Silk Stalkings, Stingray en Wise Guy.
The Who hebben een nummer getiteld 'Mike Post Theme' geschreven over televisieseriemuziek. Op hun beurt is het nummer Who Are You de titelmuziek geworden van de politieserie CSI: Las Vegas, hun Won't Get Fooled Again de titelmuziek van CSI: Miami en hun nummer Baba O' Riley de tiltelmuziek van CSI: New York.